# Богдановка (Зубово-Полянский район)
Богдановка — село в Зубово-Полянском районе Мордовии России. Входит в состав Мордовско-Полянского сельского поселения.

## История
В «Списке населённых мест Тамбовской губернии за 1866» Богдановка казенное село из 45 дворов Спасского уезда.

## Население
| 2002 | 2010 |
| ---- | ---- |
| 26   | ↘19  |

Национальный состав
Согласно результатам Всероссийской переписи населения 2002 года, в национальной структуре населения русские составляли 88 %.